# 不倫法廷2
『不倫法廷2』（ふりんほうてい2、原題：Body Chemistry IV: Full Exposure）は、1995年のアメリカ映画で、『Body Chemistry』シリーズの最終作。
ジム・ウィノースキーが監督を務めたが、それだけでなく裁判官役でカメオ出演した。
1994年公開の『インモラル女医』の続編となるエロティック・スリラー映画。1993年に公開された『不倫法廷』（Judicial Consent）とは、無関係である。

## あらすじ
テレビプロデューサーのアラン・クレイを殺害した容疑にかけられていたクレア・アーチャー博士は、弁護士として若いが優秀なサイモン・ミッチェルを雇う。
裁判を進める中で、サイモンはクレアに誘惑され、彼女と深い関係になるが、パートナーの一人であるレーンのおかげで、彼女が有罪であることを知ることになる。クレアとの関係を断とうとするも、ときすでに遅く、事件の弁護も含めて事態は複雑化していく。

## キャスト
- クレア・アーチャー博士 - シャノン・トゥイード：美貌とその艶めかしい肉体で、男を虜にする心理学者
- サイモン・ミッチェル - ラリー・ポインデクスター（英語版）：若手の弁護士
- フラン・シブレー - ステラ・スティーヴンス
- アラン・クレイ - アンドリュー・スティーヴンス：テレビプロデューサー
- フレディ・サマーズ - チック・ヴェネラ（英語版）
- デリック・リッチモンド - ラリー・マネッティ（英語版）
- ボブ・シブレー - フレッド・グロシンガー（英語版）（Fred Holliday名義）
- レーン・グッドウィン - マルタ・マーティン（英語版）
- シャーロット・サンダース - エレイン・ギフトス（英語版）
- エイミー・ミッチェル - Leslie Ryan
- Hakawa判事 - マイケル・ポール・チャン
- Faye Guetierez - Perla Walters
- Hugh Miner - Brad Blaisdell
- サンドラ - Melissa Brasselle
- 裁判長 - Barbara K. Hill
- 廷吏 - Merrifield Reed
- Court Reporter - Kimberley Roberts
- Goodnight Lawyer - Frederick Vial
- 判事 - ジム・ウィノースキー

## 製作
ロジャー・コーマン傘下のConcorde-New Horizons社が製作し、ジム・ウィノースキーが監督を務めて、1994年11月に撮影された。ロジャー・コーマン自身は製作総指揮を務めた。
ショートタイトルは『Body Chemistry 4』。シャノン・トゥイードが殺人の罪に問われる美貌の心理学者クレア・アーチャー（第3作目ではシャリ・シャタックが演じた）を演じている。

## 公開
1995年にNew Horizons Home Video社によって、オリジナルビデオ作品としてリリースされた。

## シリーズ
本作は、『Body Chemistry』シリーズ4部作のうちの最終作。
1. 1990年：『最も危険な挑発（Body Chemistry）』
2. 1992年：『ボディ・トーク（Body Chemistry II: Voice of a Stranger) 』
3. 1994年：『インモラル女医（Point of Seduction: Body Chemistry III）』
4. 1995年：『不倫法廷2（Body Chemistry 4: Full Exposure）』